# Trigonostomidae
Famille
Les Trigonostomidae sont une famille de vers plats aquatiques de l'ordre des Rhabdocoela (infra-ordre des Neotyphloplanida et sous-ordre des Dalytyphloplanida).

## Écologie
Malgré leur petite taille, des espèces de Trigonostomidae des genres Trigonostomum et Parapharyngiella ont été observées parasitées par des sporozoaires du genre Austrorhynchus.

## Systématique
Le nom valide complet (avec auteur) de ce taxon est Trigonostomidae Graff, 1905.

### Synonymes de Trigonostomidae
Trigonostomidae a pour synonymes :
- la section des Proxenetidae Graff, 1882 ;
- la sous-famille des Proxenetinae Graff, 1882 ;
- la sous-famille des Trigonostominae Graff, 1905.

Ces deux anciennes sous-familles de la famille des Trigonostomidae sont ainsi regroupées au sein des Trigonostomidae. Les autres anciennes sous-familles de la famille des Trigonostomidae sont reclassées (cf Reclassements). Les Trigonostomidae ne comportent ainsi plus de sous-familles.

### Liste des genres
Selon la base de données World Register of Marine Species (8 janvier 2024), la famille des Trigonostomidae regroupe les genres suivants :
- Beklemischeviella Luther, 1943
- Brederveldia van der Velde & van de Winkel, 1975
- Ceratopera Den Hartog, 1964
- Cryptostiopera Ehlers & Ax, 1974
- Feanora De Clerck & Schockaert, 1995
- Lutheriella Den Hartog, 1966
- Mahurubia Willems, Artois, Vermin, Backeljau & Schockaert, 2005
- Parapharyngiella Willems, Artois, Vermin, Backeljau & Schockaert, 2005
- Petaliella Ehlers, 1974
- Proxenetes Jensen, 1878
- Ptychopera Den Hartog, 1964
- Trigonostomum Schmidt, 1852

### Synonymes des genres
D'après World Register of Marine Species (8 janvier 2024) :
- Le genre Trigonostomum Schmidt, 1852 a pour synonyme les genres suivants :
  - Hyporhynchus Graff, 1882 ;
  - Kylosphaera Jensen, 1878 ;
  - Orcus Uljanin, 1870.
- Le genre Ceratopera Den Hartog, 1964  a pour synonyme junior Messoplana Den Hartog, 1966.

### Reclassements
- La sous-famille des Mariplanellinae Ax & Heller, 1970, anciennement sous-famille au sein des Trigonostomidae, est élevée au rang de famille des Mariplanellidae Ax & Heller, 1970. Elle emporte avec elle les genres suivants :
  - Lonchoplanella Ehlers, 1974 ;
  - Mariplanella Ax & Heller, 1970 ;
  - Poseidoplanella Willems, Artois, Vermin, Backeljau, & Schockaert, 2005[2].

- La sous-famille des Astrotorhynchinae Graff, 1905 et la sous-famille des Paramesostominae Luther, 1948, anciennement sous-familles au sein des Trigonostomidae, se regroupent en sous-famille des Paramesostominae et rejoignent la famille des Promesostomidae. Ce reclassement concerne les genres suivants :
  - Astrotorhynchus Graff, 1905 ;
  - Gandalfia Willems, Artois, Vermin, Backeljau, & Schockaert, 2005 ;
  - Microvahine Karling, Mack-Fira & Dörjes, 1972 ;
  - Paramesostoma Attems, 1896[2].

### Publication originale
(de) Ludwig von Graff, « Marine Turbellarien Orottavas und der Küsten Europas », Zeitschrift fur wissenschaftlige Zoologie, vol. 83, 1905, p. 68-150 lire